# Isak Ahmeti
Isak Ahmeti (ur. 24 marca 1946 we wsi Stublla e Epërme) – jugosłowiański i kosowski nauczyciel, tłumacz literatury niemieckiej oraz włoskiej, samorządowiec, w latach 1988–1989 burmistrz Vitiny. W 2013 roku został uhonorowany nagrodą Ndre Mjeda.

## Prace[1]
- Bibla në letërsinë shqiptare (1999)
- Letërsia kishtare dhe filozofia e saj (2000)

### Monografie
- Kosova
- Kleri katolik shqiptar dhe letërsia, studim monografik (1994)
- Kur’ani në letërsinë shqiptare (2006)
- Mëvetësi e studimit  dhe krijimit të letërsisë. Mbi disa vepra të Anton Nikë Berishës (2014)
- Vepra vlerash të mëdha poetike. Qasje disa veprave të Anton Nikë Berishës (2018)

### Poezje
- Gallatea (1972)
- Uratë zbulimi (1976)
- Kushtimebesë (1983)

### Przetłumaczone utwory
- Njeri i kohës sime, poezi të përzgjedhura të Salvatore Quasimodos
- Qumështi i zi i agimit, lirikë e re gjermane
- Weisse Zeit – Kohë e bardhë (2000)